# Hyantis pullus
Hyantis pullus är en fjärilsart som beskrevs av Brooks 1939. Hyantis pullus ingår i släktet Hyantis och familjen praktfjärilar. Inga underarter finns listade i Catalogue of Life.